# ويليام شالمرز (لاعب هوكي الجليد)
ويليام شالمرز هو لاعب هوكي الجليد كندي، ولد في 24 يناير 1934 في ستراتفورد في كندا، وتوفي في 7 ديسمبر 1994.

## وصلات خارجية
- ويليام شالمرز على موقع دوري الهوكي الوطني (الإنجليزية)
- ويليام شالمرز على موقع قاعة مشاهير الهوكي (لاعب أن.إتش.أل) (الإنجليزية)
- ويليام شالمرز على موقع EliteProspects.com (الإنجليزية)
- ويليام شالمرز على موقع HockeyDB.com (الإنجليزية)
- ويليام شالمرز على موقع Hockey-Reference.com (الإنجليزية)